# 查尔斯·卡罗尔
查尔斯·卡罗尔（英語：Charles Carroll；1737年9月19日—1832年11月14日），美国政治家，生於马里兰州安纳波利斯，畢業於倫敦大學哲學及神學專科學院，《美國獨立宣言》签署人之一，曾任聯邦參議員（1789年－1792年）。
卡罗尔是《独立宣言》签署人中唯一的天主教徒，也是寿命最长的一位，95岁在巴尔的摩逝世。
卡洛爾被認為是美國的開國元勳之一，因為他以筆名“第一公民”在《馬里蘭報》上發表文章，因此在當時被稱為美洲殖民地的“第一公民”。他曾任大陸會議和邦聯會議的代表，後來成為馬里蘭州的第一位美國參議員。在所有《獨立宣言》的簽署者中，卡洛爾是最富有且受過正式教育的人之一。他在法國接受了17年的耶穌會教育，能流利地說五種語言。
卡洛爾出生於馬里蘭州的安納波利斯，繼承了廣大的農業莊園，被認為是1775年美國革命爆發時，美洲殖民地最富有的人。當時他的個人財富據說達到了210萬英鎊，相當於2023年的3.3億英鎊（3.75億美元）。此外卡洛爾在馬里蘭州擁有一個1萬英畝的莊園，並擁有大約300名奴隸。儘管因宗教因素，他無法在馬里蘭州擔任公職，卡洛爾仍成為該州獨立運動的領袖。他是安納波利斯會議的代表，並於1776年被選為大陸會議的代表。他還參加了一次失敗的外交任務，該任務由大陸會議派往魁北克，試圖爭取法裔加拿大人的支持，同行的還有本傑明·富蘭克林和塞繆爾·蔡斯。
卡洛爾於1781年至1800年在馬里蘭州參議院任職。他被選為馬里蘭州的首位美國參議員之一，但在1792年，因馬里蘭州通過一項法律，禁止個人同時在州和聯邦擔任職務，他辭去了參議員職位。退休後他幫助建立了巴爾的摩和俄亥俄鐵路。